# Loubersan
Loubersan é uma comuna francesa na região administrativa de Occitânia, no departamento de Gers. Estende-se por uma área de 10,77 km². Em 2010 a comuna tinha 160 habitantes (densidade: 14,9 hab./km²).